# Keena Rothhammer
Keena Rothhammer (* 26. Februar 1957 in Little Rock, Arkansas) ist eine ehemalige US-amerikanische Schwimmerin.
In ihren aktiven Zeit war sie auf den Strecken von 200 m bis 1500 m Freistil zu Hause und stellte über 200 m und 800 m Freistil zwei Weltrekorde auf. Bei den Olympischen Spielen 1972 in München wurde sie mit 15 Jahren über 800 m Freistil Olympiasiegerin und gewann über 200 m Freistil die Bronzemedaille. Ein Jahr später wurde sie über 200 m Freistil bei den ersten Weltmeisterschaften in Belgrad Weltmeisterin und gewann über 400 m Freistil die Silbermedaille.
Wegen anhaltender Migräneanfälle beendete sie mit 17 Jahren ihre Laufbahn als Schwimmerin. Im Jahr 1991 wurde sie in die Ruhmeshalle des internationalen Schwimmsports aufgenommen.